# Ceraia
Ceraia es un género con 100 especies de orquídeas epífitas o litófitas distribuidas por las tierras bajas y bosques de montaña del Sudeste de Asia y Malasia, con muchos tallos, en parte engrosados. En general, tiene flores muy fragantes relativamente pequeñas, que por lo general duran muy poco, unas pocas horas hasta un máximo de dos días. A pesar de sus flores efímeras, algunas son comunes en el cultivo ya que además de laxas, la mayoría de especies florece varias veces al año, y siempre un día más tarde a la caída brusca de la temperatura del aire. Ceraia se ha separado del género Dendrobium.

## Descripción
Están estrechamente relacionados con las especies del género Aporum, con la que algunos se superponen en ocasiones. En general se pueden distinguir por sus tallos, generalmente más o menos verticales, sólo la base engrosada formando pseudobulbos con tres o cuatro entrenudos y que puede medir hasta un metro de longitud. En general, los tallos se dividen en tres regiones: cerca de la base engrosada, luego una región con hojas delgadas y, finalmente, un largo tallo sin hojas, pero con sólo las brácteas, y dotadas de las inflorescencias. 
Estas fFlorecen a lo largo de los tallos durante años, todas a la vez, por tiempo indefinido a veces, pero siempre seguido de un descenso de la temperatura, con una a tres flores por inflorescencia, generalmente blancas, rara vez amarillo o rosa. Las flores son membranosas, estrechas, con un labio que se extiende en el extremo formando, con el pie de la columna, que contiene un corto espolón de néctar. La columna es corta, pero tiene un pie largo y cóncavo. Las flores tienen cuatro polinias y los frutos son fusiformes.

## Distribución y hábitat
Son comunes en varias islas del Sudeste de Asia y Malasia peninsular, alcanzan Australia, Nueva Guinea, Fiyi y Guam. Las Islas de la Sonda, donde la mayoría de especies se encuentran, son su centro de dispersión. Pocas especies se encuentran viviendo a gran altura, por lo general prefieren las zonas más cálidas y húmedas de tierras bajas. La especie con mayor dispersión es Ceraia simplicissima, popularmente conocida por su sinónimo, Dendrobium crumenatum. Hay, sin embargo, cierta controversia sobre la verdadera identidad de Ceraia simplicissima desde la muestra utilizada para la descripción original de la especie. Algunos taxónomos prefieren clasificar los Dendrobium crumenatum como Ceraia parviflora.

## Evolución, filogenia y taxonomía
El género fue propuesto en 1790 por el biólogo portugués jesuita João de Loureiro en Flora Cochinchinensis Edn. 1, 2: 518, sin embargo, permaneció ignorado por los taxonomistas hasta 2003, cuando Mark Alwin Clements publicó su revisión del género Dendrobium. Corresponde aproximadamente a las secciones Ceraia y Aporopsis de Rudolf Schlechter y Crumenata de Ernst Hugo Heinrich Pfitzer. Fue publicado en Telopea 10(1): 290 2003. La especie tipo es Ceraia simplicissima. 
Etimología
Ceraia: nombre genérico que deriva del griego keraia = (cuerno), refiriéndose a los pétalos en forma de cuernos de las flores de este género.

## Especiesseleccionadas
- Ceraia acicularis
- Ceraia carinata
- Ceraia clavator
- Ceraia cuneilabra
- Ceraia dentata